# Звездовик бахромчатый
Звездови́к бахро́мчатый (лат. Geastrum fimbriatum) — вид грибов, включённый в род Звездовик (Geastrum) семейства Звездовиковые (Geastraceae).

## Описание
Молодые плодовые тела подземные, почти шаровидные или яйцевидные, 1—4 см в диаметре, по всей поверхности с желтоватыми тяжами мицелия. При раскрывании экзоперидий звездообразно разрывается на 5—8(15) часто неравных лучей, 1—7(8) см в диаметре, лучи не гигроскопичные, обычно с подвёрнутым концом, изредка распростёртые. Мицелиальный слой экзоперидия тонкий, светло-охристый, с врастающими в него частицами опада, быстро исчезающий. Срединный слой волокнистый, кремовый. Внутренний слой сначала беловатый, затем темнеет до буроватого.
Эндоперидий, окружающий глебу, сидячий, тонкий и мягкий, сначала бледно-охристый, затем буроватый. Перистом низкоконический, редко сосцевидный, неясно отграниченный, волокнисто-реснитчатый. Глеба при созревании коричневая или бледно-охристая.
Споры в массе коричневые, шаровидной формы, с бородавчатой поверхностью, 3,5—4,5 мкм в диаметре. Гифы капиллиция нитевидные, до 7,2 мкм толщиной, с утончёнными концами, неокрашенные, затем коричневатые.
Съедобен в молодом возрасте, пригоден к употреблению в пищу без предварительного отваривания.

### Сходные виды
- Geastrum rufescens Pers., 1794 — Звездовик рыжеватый — отличается более крупными размерами, красноватой окраской экзоперидия и эндоперидием на короткой ножке.
- Geastrum saccatum Fr., 1829 — Звездовик мешковидный — отличается более крупными спорами (4,5—6 мкм в диаметре), окружённым чётким возвышенным кольцом перистомом, буроватой внешней поверхностью экзоперидия, в который не врастают частицы опада.

## Экология и ареал
Произрастает на почве в хвойных (часто сосновых) лесах, реже — в лиственных лесах, очень редко — на открытых местах.
Космополит с очень широким ареалом.

## Таксономия
В первом действительном описании вида, опубликованном Э. М. Фрисом в 1829 году, автор ссылается на рисунок Geaster major, umbilico fimbriato П. А. Микели (1729). По всей видимости, на рисунке изображён незрелый Geastrum triplex. Однако описывал Фрис отличный от него вид, Geastrum fimbriatum в его современном понимании. Голотип, по которому вид описывался Фрисом, был собран Карлом Людвигом Вильденовом в Германии, однако образцов этого вида в гербарии Вильденова не обнаружено. Неотип, выбранный в 1989 году, был собран Стелланом Сунхеде в 1970 году на юге Швеции.

### Синонимы
- Geastrum argentinum Speg., 1899
- Geastrum rufescens var. minor Pers., 1801
- Geastrum sessile (Sowerby ex) Pouzar, 1971
- Geastrum tunicatum Vittad., 1842
- Lycoperdon sessile Sowerby, 1809, nom. illeg.